# Ségbana
Ségbana – miasto w północno-wschodnim Beninie, w departamencie Alibori. Położone jest przy granicy z Nigerią, około 450 km na północ od stolicy kraju, Porto-Novo. W spisie ludności z 11 maja 2013 roku liczyło 26 440 mieszkańców.